# فضاء كولموغوروف
سميت هاته الفضاء ات هكذا نسبة لعالم الرياضيات أندريه كولموغوروف.